# Selbecke (Kirchhundem)
Selbecke ist ein Dorf mit rund 160 Einwohnern im Nordosten der Gemeinde Kirchhundem im Kreis Olpe (Nordrhein-Westfalen). Gemeinsam mit den Orten Alpenhaus, Stelborn, Erlhof und Haus Bruch bildet es den Selbecker Grund.

## Geografie

### Geografische Lage
Selbecke liegt in einem weiten Talkessel am Unterlauf des gleichnamigen Flusses Selbecke. Die Landschaft ist in der Talsohle und den unteren Bereichen der Hänge durch Wiesen und Viehweiden bestimmt. Im oberen Bereich sind die Berghänge überwiegend mit Fichtenhochwald bewachsen. Im Ortsgebiet von Selbecke ergänzen zwei Siepen das Wasser der Selbecke zum wichtigsten rechtsseitigen Zufluss der Hundem.

### Nachbarorte
Die nächstgelegenen Orte sind Erlhof im Osten unmittelbar angrenzend, Stelborn etwa 1 km nordöstlich sowie Schwartmecke 1,5 km östlich und Oberhundem 2 km östlich.

## Geschichte
Nach einer neueren Analyse der Ortsnamen im Kreis Olpe existieren u. a. folgende frühe Hinweise auf die Existenz des Ortes Selbecke: 1426 Gerke van Selebeke (QGS 13: Urkunden des Pfarrarchivs Kirchhundem), 1435 Hanse Huses Sohn zu Selbeke (Inventare des Graf von Spee’schen Archivs Ahausen) und 1565 Silbecke (in einem Schatzungsregister). Die Grundsilbe „beke“ bzw. „bike“ weist auf ein Gewässer bzw. einen Bach hin. Die vorgestellte Silbe „Sel“ oder „Sil“ ist mehrdeutig. Bei einer möglichen Anbindung an das altsächsische „seli“ (Haus, Halle, Gutshof) oder mittelniederdeutsche „sele“ (Feuchtwiese, Niederung) hält Flöer eine Deutung des Ortsnamens Selbecke als „Bach bei einem Gutshof“ bzw. „Bach an einer Feuchtwiese“ für möglich.
Bereits 1565 umfasst Selbecke 7 Höfe. Eine Kapelle, St. Agatha geweiht, ist seit dem Jahr 1578 bezeugt. Etwa 1810 wird eine erste eigene Schule eingerichtet, die bis zum Jahre 1966 Bestand hat. Am 25. Februar 1858 vernichtet ein Feuer einen großen Teil des Ortes.

### Eingemeindungen
Im Rahmen der kommunalen Neugliederung im Jahr 1969 wurde der südwestlich angrenzende Wohnplatz Brucher Mühle an Selbecke angegliedert.

## Kultur und Sehenswürdigkeiten

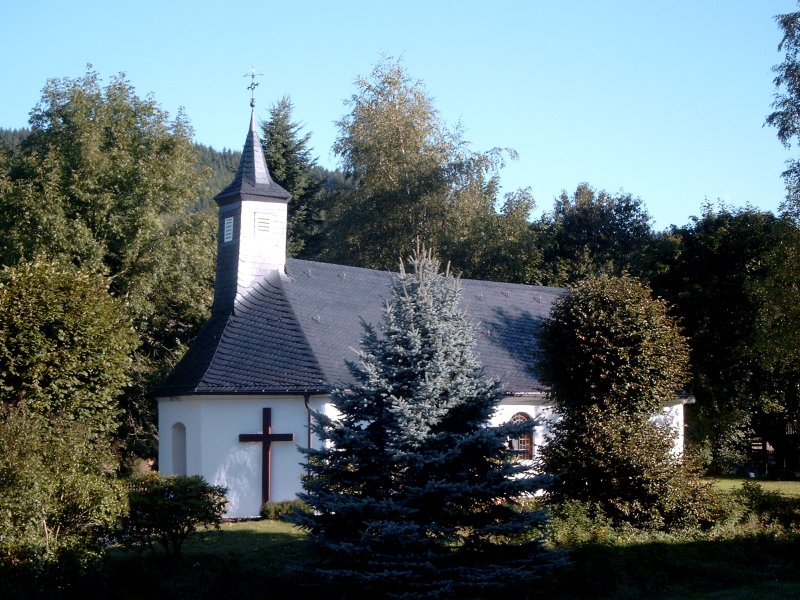
St.-Agatha-Kapelle

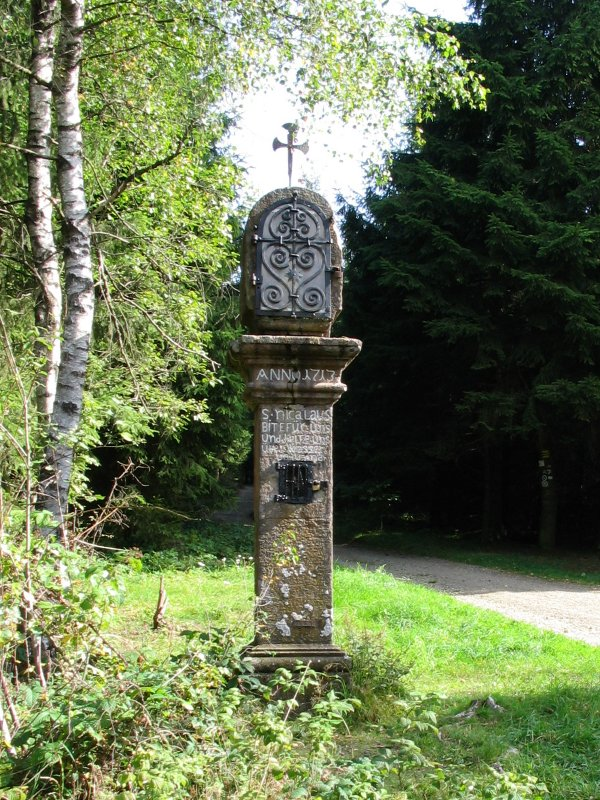
Steinernes Kreuz

### Bauwerke
- Im Jahre 1810 erbauten die Bewohner des Selbecker Grundes eine neue Kapelle als Ersatz für die wenige Jahre zuvor eingestürzte alte Kapelle. Die Kapelle wurde im Renaissance-Stil errichtet und ist wie ihre Vorgängerin St. Agatha geweiht.
- Etwa 1,5 km nördlich von Selbecke befindet sich im Wald das Steinerne Kreuz, ein St. Nikolaus geweihter Bildstock aus dem Jahr 1713. Die Legende erzählt, dass zwei Reisende auf dem Kriegerweg beim Totenohl in der Nähe von Gleierbrück die Hochwasser führende Lenne durchqueren wollten. Der erste kniete nieder, sprach ein Gebet zu St. Nikolaus, dem Schutzpatron der Reisenden, und überquerte den reißenden Fluss unbeschadet. Der zweite verlachte die Frömmigkeit des Ersten, stürzte und kam in den Fluten um. Aus Dank für die unversehrte Flussüberquerung ließ der erste Reisende daraufhin auf der Anhöhe hoch über der Furt den Bildstock errichten.

### Brauchtum
Im Selbecker Grund wird noch eine Vielzahl alter Gebräuche gepflegt.
- Am Neujahrstag ziehen die jungen Männer von Tür zu Tür und singen ihr Lied. Dabei wird jedem Bewohner eine eigene Strophe zugedacht.
- Am Fest der Hl. Drei Könige (6. Januar) folgen die Sternsinger. Drei Jungen besuchen als Könige kostümiert die Häuser. Auf Sauerländer Platt erbitten sie eine Gabe für einen wohltätigen Zweck.
- An Lütteke Fastenacht (Fastnachtsdonnerstag) ersingen sich die kleinen Kinder in lustigen Verkleidungen Süßigkeiten.
- Das Osterfeuer wird am Karfreitag aufgeschichtet und am Ostersonntag bei Anbruch der Dunkelheit abgebrannt. Traditionell kommen an diesem Abend auch viele ehemalige Einwohner zu Besuch.
- Am zweiten Weihnachtstag machen die Wurstesänger ihre Runde. In früheren Jahren kamen die Knechte und Mägde zu Weihnachten nach Hause auf den elterlichen Hof, um dort das Weihnachtsfest zu feiern. Vor dem häufig recht weiten Weg zurück zum Dienstherren ersangen sie sich daher noch eine Wegzehrung.

### Regelmäßige Veranstaltungen
Am Wochenende des dritten Sonntags im Juli feiern die Bewohner des Selbecker Grundes gemeinsam mit vielen Besuchern aus den Nachbarorten ihr Dorffest.

### Kulinarische Spezialitäten
Zu den kulinarischen Spezialitäten gehört der Erdlochbraten. Mit einem kräftigen Holzfeuer wird eine Erdhöhle mehrere Stunden aufgeheizt. In der heißen Höhlung wird dann ein großer Schweinebraten, mit Erdreich abgedeckt, gegart.

## Wirtschaft und Infrastruktur
Wichtigste Erwerbszweige sind die Automobilindustrie, die Forst- und Landwirtschaft sowie die Gastronomie.

### Verkehr
Selbecke liegt an der Kreisstraße K21, die von der Landstraße L553 ausgehend über Selbecke, Erlhof, Stelborn und Schwartmecke in Oberhundem zurück zur L553 führt.

### Öffentliche Einrichtungen
Der Selbecker Grund verfügt über einen eigenen Wasserbeschaffungsverband, der die Einwohner der Orte Stelborn, Erlhof und Selbecke mit Trinkwasser versorgt.
Selbecke hat eine aktive Löschgruppe der Freiwilligen Feuerwehr. Die aktive Beteiligung der Frauen hat in der hiesigen Löschgruppe eine lange Tradition. 1982 wurden als erste im Kreis Olpe Mädchen in eine Jugendfeuerwehr aufgenommen, 1988 die ersten Frauen in der aktiven Dienst der Feuerwehr übernommen und 1991 die erste Frau zur Unterbrandmeisterin befördert.

### Bildung
Bis zum Jahr 1966 hatte Selbecke gemeinsam mit den Nachbarorten Erlhof und Stelborn eine eigene einklassige Volksschule. Obwohl erst elf Jahre zuvor ein neues Schulgebäude errichtet worden war, wurden alle Schulen der damaligen Gemeinde Oberhundem zu einer Schule in Oberhundem zusammengefasst. Bis zum Jahr 2013 besuchten die Selbecker Kinder die Grundschule in Oberhundem oder die weiterführenden Schulen in Kirchhundem oder der Nachbarkommune Lennestadt.